# Selmo Kurbegović
Selmo Kurbegović (Servisch: Селмо Курбеговиц) (Priboj, 13 januari 1985) is een Nederlands voormalig betaald voetballer die zowel de Servische als Nederlandse nationaliteit heeft.
Kurbegović kwam samen met zijn familie in 1993 door de oorlogen in Joegoslavië naar Nederland. Hij ging op zijn veertiende voetballen bij Rijnsburgse Boys en speelde in het seizoen 2005/06 ook in het eerste elftal in de Hoofdklasse. In 2003 scheurde hij zijn kruisbanden en stond twee jaar aan de kant. In 2007 ging hij naar Slowakije waar hij kort uitkwam voor AS Trenčín. Hierna speelde hij voor de beloften van ADO Den Haag. In 2009 werd hij door Jan Poortvliet naar Southampton FC gehaald, maar wegens ontslag van Poortvliet en financiële problemen in de club tekende hij geen contract. In juni 2009 tekende hij een contract bij FC Eindhoven waarvoor hij in het seizoen 2009/10 in totaal 20 wedstrijden (1 doelpunt) speelde. Zijn trainer bij FC Eindhoven was Jan Poortvliet.
In het seizoen 2010/11 kwam hij op huurbasis uit voor Telstar, waar hij 29 wedstrijden speelde en drie keer scoorde. In voorbereiding van het seizoen 2011/2012 besloot hij Telstar te verlaten en na een aantal maanden zonder club gezeten te hebben, ging hij in januari 2012 voor SV ARC spelen. Vervolgens speelde Kurbegović voor FK Budućnost Podgorica in Montenegro. Met deze club speelde hij in de voorronde van de UEFA Champions League. In december 2012 keerde hij terug naar Nederland omdat Budućnost Podgorica zich niet aan de financiële afspraken hield. Hij ging voor FC Chabab spelen. Dat verruilde hij in juli 2013 voor IJsselmeervogels. In het seizoen 2015/16 speelde hij voor VV Ter Leede en een seizoen later voor XerxesDZB. In het seizoen 2017/18 kwam hij uit voor SV Warmunda. Vanaf het seizoen 2018/2019 gaat hij voor amateurclub Valken '68 voetballen